# Homo gautengensis
Homo gautengensis — вид вимерлих африканських гомінідів, що жив приблизно 1,8 млн років тому.

## Загальна характеристика
Мав великі зуби для пережовування рослинної їжі і відносно невеликий мозок.
Відкривач нового виду — Даррен Курно (Dr. Darren Curnoe), палеоантрополог з Університету Нового Південного Уельсу. Робота виконана спільно з відомим палеоантропологом Філіпом Тобайосом.
Назва виду походить від слова «Gauteng» — «золоте місце» мовою племені сесото. Так називається південноафриканська провінція, де зроблено головну знахідку, яка послужила для новоспеченого виду голотипом — череп Stw 53, знайдений в Стерхфонтейні в 1976 році. Серед інших знахідок, по яких описаний вид — фрагменти черепів (в тому числі відомий SK 847), щелепи, зуби та інші скам'янілості.
 Череп Stw 53 знайдений в 1976 р. А. Р. Х'ю (до нього ж належить лівий M3 Stw 94, виявлений в 1992 р. Р. Кларком).

Череп Stw 53 складається з 9 основних фрагментів, найкраще збереглися надбрів'я, задня частина черепа і верхня щелепа.
Різні автори визначали знахідку і як A. africanus, і як H. habilis (Hughs et Tobias, 1977; Clarke, 1985, цит. за: Ahern, 1998); нарешті, висловлено припущення про особливий видовий статус даного гомініда (Grine et al., 1996).

Незважаючи на відсутність кам'яної індустрії в кістконосній брекчії, якісь гомініди того часу застосовували знаряддя, свідченням чого служать сліди зарубок на основі правого скулового відростка верхньої щелепи Stw 53; розріз проходив через жувальний м'яз, що свідчить про цілеспрямоване відділення нижньої щелепи від черепа (Pickering et al., 2000). — Дробишевский С. Предшественники. Предки? Часть II. «Ранние» Homo
Численні знахідки «ранніх Homo» в південноафриканських печерах зроблені давно, але щодо їх видового і навіть родового статусу тривають дискусії.
Автор статті наводить таблицю зі списком з 64 подібних знахідок (приблизно третина всіх знахідок «ранніх Homo» в Африці), а також огляд думок авторів щодо їх таксономічної приналежності. Різні автори намагалися віднести дані знахідки і до різних австралопітеків, і будь-куди «притулити» всередині роду Homo. Ряд дослідників говорив про те, що, ймовірно, на півдні Африки в період від 1 до 2 млн років тому існував не один, а кілька видів «ранніх людей».
Описаний в 2010 році Australopithecus sediba, який жив в один і той же час з H. gautengensis виявився набагато більш примітивним. Відповідно його шанси на звання предка людини значно знизилися. Замість A. sediba, Курно висуває на роль прямого предка ранніх Homo Australopithecus garhi, який був знайдений в Ефіопії і датується віком близько 2,5 млн років тому.